# Gravvård

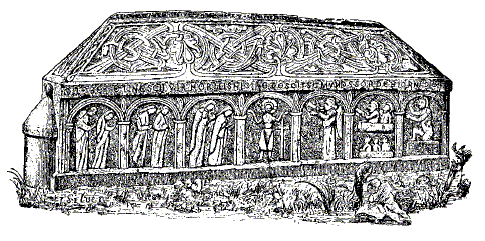
Gravvård från Botkyrka kyrka (Botkyrkamonumentet) i Södermanland med runinskrift.

En gravvård är ett minnesmärke av sten, trä eller järn som placeras vid en grav.
Gravvårdar av trä har troligen varit det vanligaste genom historien, men de äldsta kända gravvårdarna är av sten på grund av materialets beständighet.